# Poldermolen E
Poldermolen E is een in 1634 gebouwde poldermolen in de Nederlandse gemeente Alkmaar. De molen is later voorzien van een vijzel. Het is een rietgedekte achtkantige molen van het type grondzeiler met een Oudhollands wiekenkruis. De kap is voorzien van een kruiwerk met houten rollen, dat van binnen gekruid wordt. De molen is, zoals meer Noord-Hollandse poldermolens, een binnenkruier. Hij is voorzien van een vaste stutvang. Als een van de weinige Schermermolens is deze uitgerust met een vang met duim, in plaats van een vang met een klos.
De molen werd eerst geplaatst als ondermolen van een driegang tussen Rustenburg en Oterleek. Toen hij daar zijn functie verloor werd hij verplaatst naar zijn huidige plaats als poldermolen.
De molen bemaalde de voormalige afdeling E van de Schermer. Deze afdelingen bestaan niet meer. Sinds de Schermer overging op elektrische bemaling, zijn de diverse afdelingen bij elkaar gevoegd. Na de restauratie in 2003 is in 2006 de voorwaterloop uitgegraven, zodat hij het water uit de polder weer in de binnenboezem van de Schermer kan uitmalen.
De molen, die niet te bezoeken is, is samen met de andere Schermermolens eigendom van Stichting De Schermer Molens.
Bemaling:
Poldermolen D ·
Poldermolen E ·
Poldermolen K ·
Poldermolen M ·
Poldermolen O ·
Ondermolen C ·
Ondermolen D ·
Ondermolen K ·
Ondermolen O ·
Bovenmolen E ·
Bovenmolen G

Overig:
De Otter ·
Tjasker Zuidschermer ·
Schermer Molens Stichting